# Богиня на троні
Богиня на троні (алб. Hyjnesha në fron; серб. Богиња на трону, трансліт. Boginja na tronu) — теракотова статуетка, знайдена на місці прядильної фабрики Тьеррторья в Приштині, столиці частково визнаної держави Косово, в 1956 році. Теракотова фігура, що сидить, є добре збереженим зразком дрібної неолітичної пластики культури Вінча (також відомої як культура Турдас у Косові). Вона має розмір 18,5 см у висоту і датується 5700–4500 роками до н. е.
Статуетка уособлює жіноче божество, що відображає культ великого ідола-матері. Вона зберігається в Музеї Косова, який прийняв ідола як свій логотип. Один із найцінніших археологічних артефактів Косово, він також був прийнятий як символ міста Приштина.
Статуетка була виявлена фахівцями Національного музею Сербії в 1956 році. Богиня на троні була запозичена наприкінці 1998 року Галереєю Сербської академії наук і мистецтв для їхньої виставки під назвою Arheološko blago Kosova i Metohije — od neolita do ranog Srednjeg veka (Археологічний скарб Косово та Метохії — від періоду неоліту до середньовіччя). Після Косовської війни фігура зберігалася в Белграді. У 2002 році тодішній президент Координаційного центру для Косово і Метохії Небойша Чович повернув статуетку до Приштини як «знак доброї волі щодо косовських албанців». Це сталося після наполягання тодішнього наглядача ООН Міхаеля Штайнера. Наразі в Сербії залишилося 1200 артефактів із Косово, попри заклики Косова повернути їх.
Статуетка стала символом культури косовських албанців.

## Галерея

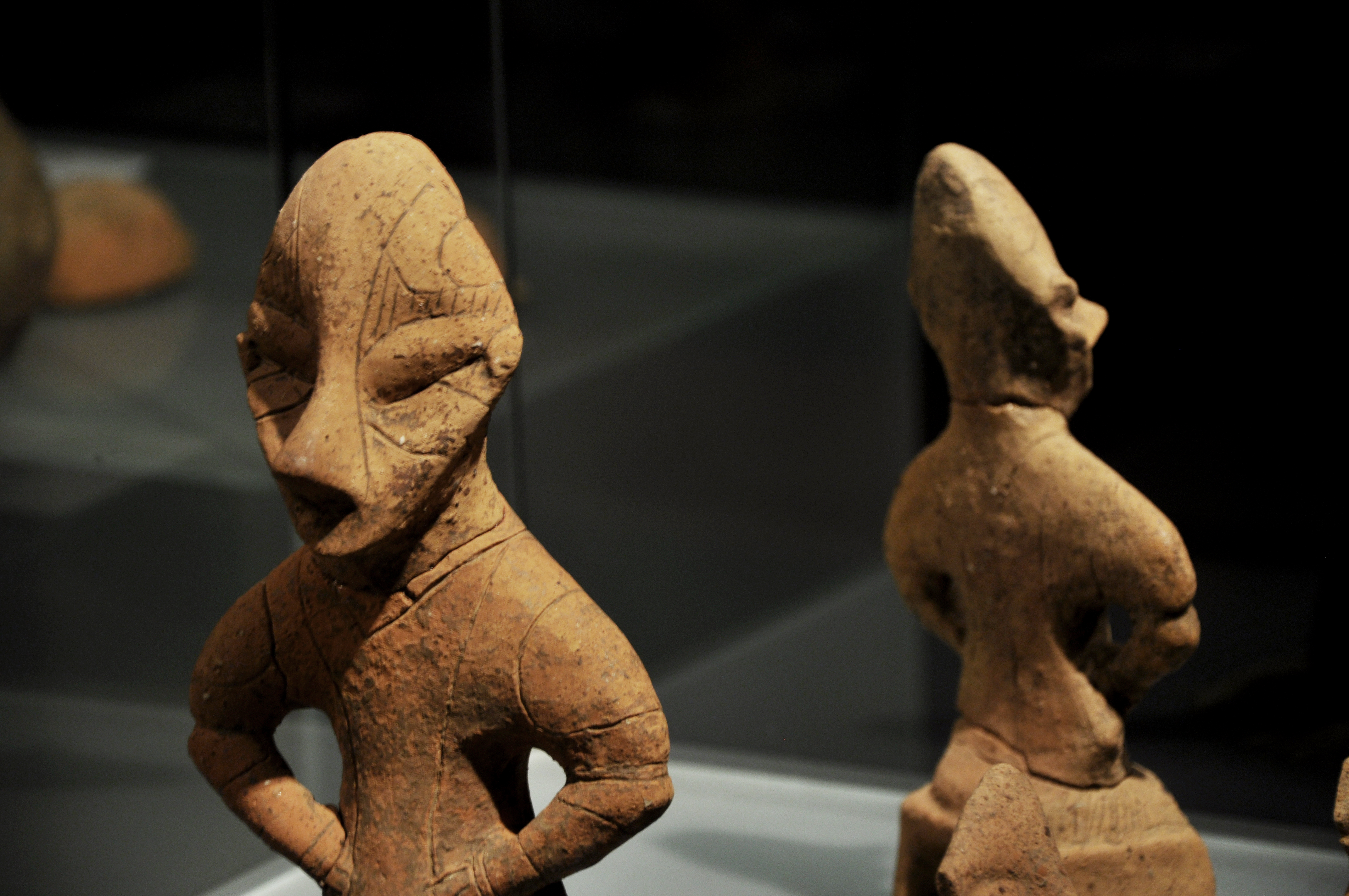
Подібна теракотова статуетка в Косівському музеї.
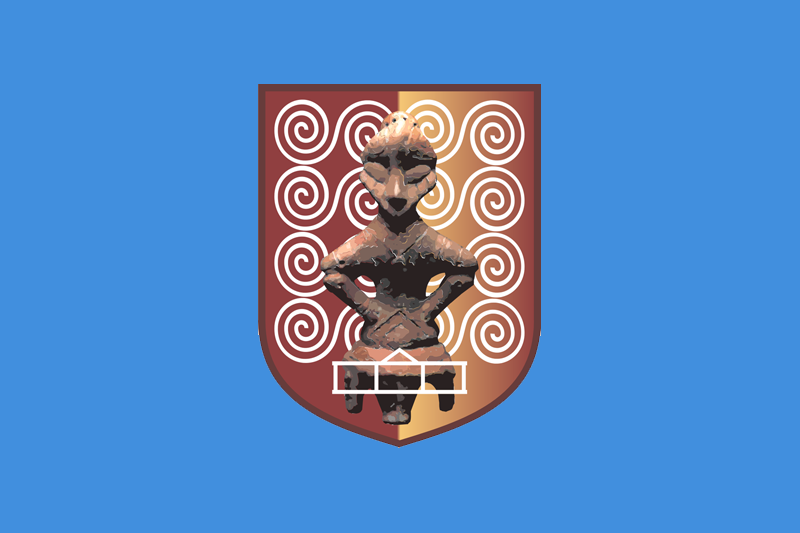
Богиня на троні на прапорі Приштини.